# Radosav Stojanović

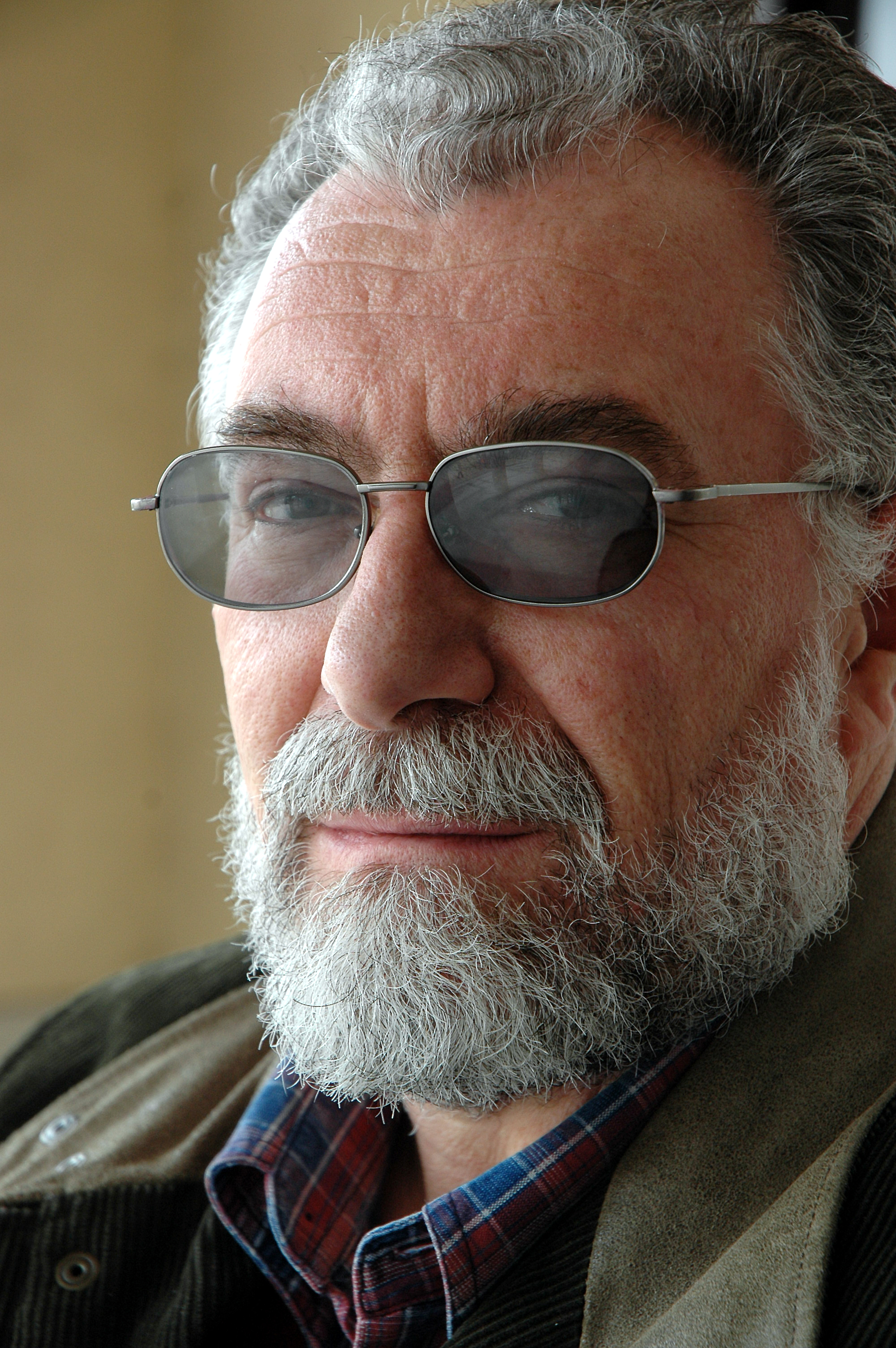
Radosav Stojanović, vor 2010

Radosav Stojanović (serbisch-kyrillisch Радосав Стојановић; * 1. November 1950 in Parunovcu, in der Nähe von Kruševac) ist ein serbischer Schriftsteller, Journalist und Lexikograph.

## Leben
Stojanović wuchs in Mlačište in Crna Trava auf und ging zur Schule in Mlačište, Crna Trava, Niš und Priština. Er absolvierte die Universität Priština in serbokroatischer Sprache und serbischer Literatur. Er war Lehrer an der Sekundarschule „Ivo Lola Ribar“ in Priština, Journalist, Herausgeber und Chefredakteur (1990–1993) für die Tageszeitung „Jedinstvo“ und Direktor des Kosovarischen Nationaltheaters (1993–2004) in Priština. Er war ein hauptberuflicher Kolumnist und Chronist für „Književne reči“ aus dem Kosovo und Metohija (1985–1988) und Präsident der Literarischen Gesellschaft des Kosovo und Metohija (1990–1992). Er war Herausgeber der Zeitschrift „Stremljenja“ und Chefredakteur des „Srpski jug“ (2004–2006) in Niš. Er ist seit 1985 Mitglied der Writers’ Association of Serbia und seit 1979 Mitglied der Journalists’ Association of Serbia. Er wird in Anthologien und ausgewählten serbischen Gedichten und Kurzgeschichten im In- und Ausland vorgestellt. Seine Werke wurden in andere Sprachen übersetzt. Er wurde im Juni 1999 aus dem Kosovo verbannt. Er lebt in Niš und Čemernik.

## Werk

### Bücher der Poesie
- Inoslovlje, Jedinstvo, Priština, 1979
- Rukopis čemerski (Das Čemerski-Manuskript), Jedinstvo, Priština, 1982
- Đavolja škola (Teufelsschule), BIGZ, Beograd, 1988, ISBN 86-13-00261-7
- Povratak na kolac (Rückkehr zum Pfahl) Nolit, Beograd, 1990, ISBN 86-19-01817-5
- Sidro (Anchor), Rad, Beograd, 1993, ISBN 86-09-00302-7
- Netremice, Hvosno, Leposavić, 2003, ISBN 86-83629-12-0 und 2004, ISBN 86-83629-17-1
- Trepet (Köcher), Vranjske - Društvo književnika Kosova und Metohije, Vranje - Kosovska Mitrovica, 2007, ISBN 978-86-84287-39-9
- Pesme poslednjeg zanosa (Gedichte der endgültigen Entrückung), ausgewählte und neue Gedichte, Panorama, Priština - Beograd, 2012, ISBN 978-86-7019-292-8
- Bequeathing / Zаveštаnje, ausgewählte und neue Gedichte über die Liebe, serbisch-englische Ausgabe, übersetzt von Dusica Vuckovic, Hybrid Publishers, Melbourne, Victoria, Australien, 2014, ISBN 978-1-925000-76-4
- Kad bi ljubavi bilo (Wenn es Liebe gäbe), Majdan, Kostolac, 2015, ISBN 978-86-85413-72-8
- Pesme sudnjeg dana (Weltuntergangslieder) Čigoja štampa, Beograd, 2019, ISBN 978-86-531-0529-7
- Međutim (Jedoch), Revnitelj - Naisprint, Niš, 2020, ISBN 978-86-6399-090-6
- Ima edna duma, pesme na dijalektu (Es gibt ein Wort, Dialektlieder), Panorama-Jedinstvo, Priština-Kosovska Mitrovica, 2021, ISBN 978-86-7019-336-9.
- Staze i prtine (Pfade and ein Pfad im Schnee), Revnitelj, Niš, 2022, ISBN 978-86-89093-61-2
- Sedam jutara sutra: iz rečnika neizrecivog (Sieben Morgen morgen: Aus dem Wörterbuch des Unaussprechlichen), Panorama-Jedinstvo, Priština-Kosovska Mitrovica, ISBN 978-86-7019-342-0

### Kurzgeschichtenbücher
- Aritonova smrt (Aritons Tod), Prosveta - Jedinstvo, Beograd - Priština, 1984
- Apokrifne-Preis (Apokryphengeschichten), Jedinstvo, Priština, 1988, ISBN 86-7019-028-1
- Mrtva straža (Todeswache), Novine Književne, Beograd, 1988, ISBN 86-391-0143-4 und Novi svet, Priština, 1997, ISBN 86-7967-015-4
- Kraj sveta (Ende der Welt), Rad, Beograd, 1993, ISBN 86-09-00332-9
- Gospodar uspomena (Herr der Erinnerungen), Nolit, Beograd, 1996, ISBN 86-19-02135-4
- Živi zid (Human Wall), Auswahl, SKZ, Beograd, 1996, ISBN 86-379-0582-X
- Molitva za dečansku ikonu (Ein Gebet für die Ikone von Dečani), Prosveta, Niš, 1998, ISBN 86-7455-379-6
- Hristovi svedoci (Zeugen Christi), Filip Višnjić, Beograd, 2001, ISBN 86-7363-279-X
- Crnotravske priče (Geschichten aus Crna Trava), Auswahl, Prosveta, Niš, 2002, ISBN 86-7455-557-8
- Vlasinska svadba (Hochzeit von Vlasina), Narodna knjiga, Beograd, 2004, ISBN 86-331-1455-0
- Euridikini prosioci (Eurydices Freier), Panorama, Beograd - Priština, 2007, ISBN 978-86-7019-273-7
- Zapisano u snovima (In Träumen geschrieben), Geschichten über die Liebe, Panorama, Priština - Beograd, 2013, ISBN 978-86-7019-295-9
- Hvatanje straha (Fangangst), Panorama, Priština - Beograd, 2015
- Priče sa krsta (Geschichten vom Kreuz) Panorama-Jedinstvo, Priština - Kosovska Mitrovica, 2019

### Romane
- Divlji Kalem (Wild Graft), Narodna Knjiga, Beograd, 2002, ISBN 86-331-0397-4; und Vranjske knjige, Vranje, 2010, ISBN 978-86-84287-61-0
- Angelus (Angelus), SKZ, Beograd, 2004, ISBN 86-379-0858-6
- Mesečeva lađa (Mondgefäß), Narodna knjiga, Beograd, 2005, ISBN 86-331-2160-3
- Tri hvata neba (Drei ergreifen den Himmel), Niški kulturni centar, Niš, 2018, ISBN 978-86-6101-161-0
- Zemaljski dni Nade Kristine (Nada Kristinas irdische Tage), Naisprint, Niš, 2022, ISBN 978-86-6399-086-9

### Dokumentarische Prosa
- Knjiga sećanja i zaborava (Quiga der Erinnerung und des Vergessens), Braničevo, Nr 1-2, Požarevac, 2022, Seite 41–206

### Kinderbücher
- Kakvu tajnu kriju ptice (Welche Geheimnisse von Vögeln verborgen werden), Panorama, Beograd-Kosovska Mitrovica, 2016, ISBN 978-86-7019-314-7
- Priče iz unutrašnjeg džepa (Geschichten aus der Innentasche), Panorama-Jedinstvo, Priština-Kosovska Mitrovica, 2018, ISBN 978-86-7019-321-5

### Lexikographie
- Crnotravski rečnik (Terminologie Crna Trava), Srpski dijalektološki zbornik nr. LVII, SANU - Institut za srpski jezik SANU, Beograd, 2010

### Sachliteratur
- Živeti s Genozidom, hronika kosovskog beščašća 1980 - 1990 (Leben mit Völkermord, eine Chronik der Schande des Kosovo 1980 - 1990), Sfairos, Beograd, 1990, ISBN 86-81277-35-9
- Uprkos svemu, 70 godina Narodnog pozorišta u Prištini (Trotz aller 70 Jahre Nationaltheater in Pristina), Narodno pozorište Priština, Gračanica - Priština, 2019.

### Dramen
- Mrtva straža (Todeswache), Novi svet, Priština, 1993, ISBN 86-7967-002-2
- Krivovo i druge drame (Krivovo und andere Dramen), Panorama, Beograd - Priština, 2003, ISBN 86-7019-238-1

### Dramen, die nicht in Büchern veröffentlicht wurden
- Propast sveta na Veligdan (Das Ende der Welt am Ostertag), Teatron, 107, Beograd, 1999
- Sendvič, (Sandwich), Srpski-Krug, 5, 2006
- Sabor na Gorešnjak (Versammlung am Tag des Sommererzengels), Riječ / Riječ, godina IV, br. 3 - 4, Brčko, 2009, und Gradina, 37, 2010

### Aufgeführte Dramen
- Mrtva straža (Todeswache), Provinznationaltheater, Priština, 1994, Regie: Miomir Stamenković
- Propast sveta na Veligdan (Das Ende der Welt am Ostertag), Theater „Bora Stanković“, Vranje 1997, Regie: Jug Radivojević
- Metohijska ikona (Die Ikone von Metohija), Monodrama, Nationaltheater, Peć, 1997, Regie und Spiel von Miomir Radojković
- Krivovo (Krivovo), Theater „Bora Stanković“, Vranje, 2003, Regie: Jug Radivojević

### Hörspiel
- Poslednji pogled na Dragodan (Ein letzter Blick auf Dragodan), Regie und Spiel von Stevan Đorđević, Radio Priština - Radio Toplica, Prokuplje, 2004

### Journaleditor
- Tri veka seoba Srba (Drei Jahrhunderte der großen Migration der Serben), 1990
- Vidovdanski glasnik, 1993
- Srpski jug, 2004 – 2006